# 池上町 (川崎市)
池上町（いけがみちょう）は、神奈川県川崎市川崎区の地名。丁目の設定がない単独町名。住居表示実施済み区域。池上町は大部分がJFEスチールの敷地とされる。

## 地理
川崎区の中央部に位置し、北東に池上新町、東に塩浜・夜光、運河を挟んで南に水江町、運河を挟んで南西に浅野町、北西に桜本と接している。用途地域としては産業道路沿いの区域が工業地域、それ以外の区域は工業専用地域に指定されている。

### 運河
- 池上運河
- 水江運河

## 歴史

### 沿革
- 1967年（昭和42年）10月4日 - 土地区画整理事業（大師臨港地帯 第2工区）の換地処分[8]及び住居表示の実施[9]に伴い、桜本町3丁目の一部を分離し、池上町を新設。川崎市池上町となる。
- 1972年（昭和47年）4月1日 - 川崎市が政令指定都市の制定に伴い、川崎区が新設。川崎市川崎区池上町なる[5][10]。

## 世帯数と人口
2025年（令和7年）6月30日現在（川崎市発表）の世帯数と人口は以下の通りである。
| 町丁   | 世帯数  | 人口  |
| ------ | ------- | ----- |
| 池上町 | 480世帯 | 743人 |

### 人口の変遷
国勢調査による人口の推移。
| 年                 | 人口 |
| ------------------ | ---- |
| 1995年（平成7年）  | 886  |
| 2000年（平成12年） | 844  |
| 2005年（平成17年） | 880  |
| 2010年（平成22年） | 797  |
| 2015年（平成27年） | 706  |
| 2020年（令和2年）  | 636  |

### 世帯数の変遷
国勢調査による世帯数の推移。
| 年                 | 世帯数 |
| ------------------ | ------ |
| 1995年（平成7年）  | 306    |
| 2000年（平成12年） | 330    |
| 2005年（平成17年） | 380    |
| 2010年（平成22年） | 365    |
| 2015年（平成27年） | 345    |
| 2020年（令和2年）  | 367    |

## 学区
市立小・中学校に通う場合、学区は以下の通りとなる（2025年1月時点）。
| 番・番地等 | 小学校               | 中学校             |
| ---------- | -------------------- | ------------------ |
| 全域       | 川崎市立さくら小学校 | 川崎市立桜本中学校 |

## 事業所
2021年（令和3年）現在の経済センサス調査による事業所数と従業員数は以下の通りである。
| 町丁   | 事業所数 | 従業員数 |
| ------ | -------- | -------- |
| 池上町 | 44事業所 | 938人    |

### 事業者数の変遷
経済センサスによる事業所数の推移。
| 年                 | 事業者数 |
| ------------------ | -------- |
| 2016年（平成28年） | 38       |
| 2021年（令和3年）  | 44       |

### 従業員数の変遷
経済センサスによる従業員数の推移。
| 年                 | 従業員数 |
| ------------------ | -------- |
| 2016年（平成28年） | 534      |
| 2021年（令和3年）  | 938      |

## 施設
- JFEスチール東日本製鉄所（池上地区）
- 日本鋳造 池上工場

## その他

### 日本郵便
- 郵便番号 : 210-0864[3]（集配局 : 川崎港郵便局[21]）

### 警察
町内の警察の管轄区域は以下の通りである。
| 番・番地等 | 警察署         | 交番・駐在所 |
| ---------- | -------------- | ------------ |
| 全域       | 川崎臨港警察署 | 浜町交番     |